# Gastón Gaudio
Gastón Norberto Gaudio, també conegut com a El Gato (Temperley, Lomas de Zamora, Buenos Aires, 9 de desembre de 1978) és un antic tennista professional argentí. Es feu professional el 1996 i en vèncer al torneig de Roland Garros el 2004 es convertí en el tercer tennista argentí en guanyar un Grand Slam, després de Guillermo Vilas i Gabriela Sabatini.

## Torneigs de Grand Slam

### Individual: 1 (1−0)
| Resultat  | Núm. | Any  | Torneig       | Oponent         | Marcador                |
| --------- | ---- | ---- | ------------- | --------------- | ----------------------- |
| Guanyador | 1.   | 2004 | Roland Garros | Guillermo Coria | 0−6, 3−6, 6−4, 6−1, 8−6 |

## Palmarès: 11 (8−3)

### Individual: 16 (8−8)
| Llegenda (pre/post 2009)                                 |
| -------------------------------------------------------- |
| Grand Slams (1−0)                                        |
| Tennis Masters Cup / ATP Finals (0−0)                    |
| ATP Masters Series / ATP World Tour Masters 1000 (0−0)   |
| ATP International Series Gold / ATP World Tour 500 (2−5) |
| ATP International Series / ATP World Tour 250 (5−3)      |

| Títols per superfície |
| --------------------- |
| Dura (0−0)            |
| Gespa (0−0)           |
| Terra batuda (8−8)    |

| Resultat  | Núm. | Data                 | Torneig                 | Superfície   | Oponent en la final | Marcador                |
| --------- | ---- | -------------------- | ----------------------- | ------------ | ------------------- | ----------------------- |
| Finalista | 1.   | 22 d'abril de 2000   | Stuttgart, Alemanya     | Terra batuda | Franco Squillari    | 2−6, 6−3, 6−4, 4−6, 2−6 |
| Finalista | 2.   | 12 de febrer de 2001 | Viña del Mar, Xile      | Terra batuda | Guillermo Coria     | 6−4, 2−6, 5−7           |
| Guanyador | 1.   | 22 d'abril de 2002   | Barcelona, Espanya      | Terra batuda | Albert Costa        | 6−4, 6−0, 6−2           |
| Guanyador | 2.   | 29 d'abril de 2002   | Mallorca, Espanya       | Terra batuda | Jarkko Nieminen     | 6−2, 6−3                |
| Finalista | 3.   | 8 de juliol de 2002  | Gstaad, Suïssa          | Terra batuda | Àlex Corretja       | 3−6, 6−7(3), 6−7(3)     |
| Finalista | 4.   | 26 d'abril de 2004   | Barcelona               | Terra batuda | Tommy Robredo       | 3−6, 6−4, 2−6, 6−3, 3−6 |
| Guanyador | 3.   | 24 de maig de 2004   | Roland Garros, França   | Terra batuda | Guillermo Coria     | 0−6, 3−6, 6−4, 6−1, 8−6 |
| Finalista | 5.   | 5 de juliol de 2005  | Båstad, Suècia          | Terra batuda | Mariano Zabaleta    | 1−6, 6−4, 6−7(4)        |
| Finalista | 6.   | 12 de juliol de 2004 | Stuttgart (2)           | Terra batuda | Guillermo Cañas     | 5−7, 6−2, 6−0, 1−6, 6−3 |
| Finalista | 7.   | 19 de juliol de 2004 | Kitzbühel, Àustria      | Terra batuda | Nicolás Massú       | 7−6(3), 6−4             |
| Guanyador | 4.   | 31 de gener de 2005  | Viña del Mar            | Terra batuda | Fernando González   | 6−3, 6−4                |
| Guanyador | 5.   | 7 de febrer de 2005  | Buenos Aires, Argentina | Terra batuda | Mariano Puerta      | 6−4, 6−4                |
| Guanyador | 6.   | 1 de maig de 2005    | Estoril, Portugal       | Terra batuda | Tommy Robredo       | 6−1, 2−6, 6−1           |
| Guanyador | 7.   | 4 de juliol de 2005  | Gstaad                  | Terra batuda | Stanislas Wawrinka  | 6−4, 6−4                |
| Finalista | 8.   | 18 de juliol de 2005 | Stuttgart (3)           | Terra batuda | Rafael Nadal        | 6−3, 6−3, 6−4           |
| Guanyador | 8.   | 25 de juliol de 2005 | Kitzbühel               | Terra batuda | Fernando Verdasco   | 2−6, 6−2, 6−4, 6−4      |

### Dobles: 3 (3−0)
| Llegenda (pre/post 2009)                                 |
| -------------------------------------------------------- |
| Grand Slams (0−0)                                        |
| Tennis Masters Cup / ATP Finals (0−0)                    |
| ATP Masters Series / ATP World Tour Masters 1000 (0−0)   |
| ATP International Series Gold / ATP World Tour 500 (1−0) |
| ATP International Series / ATP World Tour 250 (2−0)      |

| Títols per superfície |
| --------------------- |
| Dura (0−0)            |
| Gespa (0−0)           |
| Terra batuda (3−0)    |

| Resultat  | Núm. | Data                 | Torneig             | Superfície   | Parella            | Oponents en la final              | Marcador           |
| --------- | ---- | -------------------- | ------------------- | ------------ | ------------------ | --------------------------------- | ------------------ |
| Guanyador | 1.   | 16 de febrer de 2004 | Viña del Mar, Xile  | Terra batuda | Juan Ignacio Chela | Nicolás Lapentti Martín Rodríguez | 7−6(2), 7−6(3)     |
| Guanyador | 2.   | 19 d'abril de 2004   | Estoril, Portugal   | Terra batuda | Juan Ignacio Chela | Frantisek Cermak Leos Friedl      | 6−2 6−1            |
| Guanyador | 3.   | 24 de juliol de 2006 | Stuttgart, Alemanya | Terra batuda | Max Mirnyi         | Yves Allegro Robert Lindstedt     | 7−5, 6−7(4), 12−10 |

## Trajectòria

### Individual
| Open d'Austràlia | A   | A    | 1R    | 1R          | 3R          | 2R          | 2R    | 3R          | 3R          | 1R          | A   | A   | A   | 0 / 8     | 8 – 8     |
| Roland Garros | A   | 3R   | 2R    | 1R          | 4R          | 3R          | G     | 4R          | 4R          | 2R          | A   | 1R  | Q2  | 1 / 10    | 22 – 9    |
| Wimbledon | Q1  | 1R   | 1R    | 1R          | 2R          | 1R          | A     | A           | 2R          | A           | A   | A   | A   | 0 / 6     | 2 – 6     |
| US Open | A   | 1R   | 1R    | 1R          | 3R          | 1R          | 2R    | 1R          | 3R          | A           | A   | Q1  | A   | 0 / 8     | 5 – 8     |
| Jocs Olímpics | NC  | NC   | 1R    | No celebrat | No celebrat | No celebrat | A     | No celebrat | No celebrat | No celebrat | A   | NC  | NC  | 0 / 1     | 0 – 1     |
| Tennis Masters Cup | A   | A    | A     | A           | A           | A           | RR    | SF          | A           | A           | A   | A   | A   | 0 / 2     | 2 – 5     |
| Total Victòries–Derrotes                                                                                                   | 0–0 | 8–15 | 27–25 | 27–23       | 43–18       | 40–26       | 37–24 | 55–21       | 26–22       | 6–15        | 0–1 | 1–5 | 0–1 | 270 – 196 | 270 – 196 |
| Rànquing a final d'any | 138 | 73   | 34    | 48          | 21          | 34          | 10    | 10          | 34          | 182         | –   | 167 | 326 |           |           |
| Llegenda: G: Guanyador; F: Finalista; SF: Semifinalista; QF: Quarts de final; Q: Qualificació; A: Absent; RR: Round Robin; |     |      |       |             |             |             |       |             |             |             |     |     |     |           |           |